# Hiroko Tsuji (gimnasta)
Hiroko Tsuji (Prefectura de Ishikawa, Japón, 29 de noviembre de 1938) es una gimnasta artística japonesa, medallista de bronce olímpica en el concurso por equipos en Tokio 1964.

## Carrera deportiva
En el Mundial de Praga 1962 gana el bronce por equipos, quedando tras las soviéticas y checoslovacas.
Dos años después, en las Olimpiadas celebradas en Tokio en 1964 consigue el bronce en el concurso por equipos, quedando situadas en el podio de nuevo tras las soviéticas y checoslovacas, y siendo sus compañeras de equipo: Toshiko Shirasu-Aihara, Keiko Ikeda, Taniko Nakamura, Ginko Chiba y Kiyoko Ono.